# Panadol night
Panadol night este un analgezic GlaxoSmithKline destinat utilizării pe timp de noapte. Acesta constă în 500 miligrame de paracetamol, 25 de miligrame de difenhidramină clorhidrat (un antihistaminic sedativ) și alte „ingrediente nepericuloase”. Este vândut în Australia, Cipru, Regatul Unit, Irlanda, Noua Zeelandă și Orientul Mijlociu. A devenit disponibil ca medicament fără prescripție medicală în Regatul Unit în 1996.

## Ingrediente active
Tabletele Panadol night conțin două ingrediente active, paracetamol și difenhidramină.
Deși paracetamolul a fost utilizat pe scară largă timp de mai mult de o sută de ani, oamenii de știință încă nu înțeleg pe deplin bio-mecanismele acestuia. Credința principală este că reduce producția de prostaglandine în creier și măduva spinării. Difenhidramina este un H1 antagonist sedativ. Difenhidramina funcționează prin blocarea efectelor histaminei și provoacă somnolență. Combinația ingredientelor active din Panadol night poate fi utilizată pentru a ameliora durerea ușoară până la moderată, cum ar fi durerile de cap, durerile de spate sau durerea menstruală care cauzează dificultăți în a adormi.